# Vestíbulo de hotel
Vestíbulo de hotel (en inglés, Hotel Lobby) es una pintura al óleo sobre lienzo de 1943 del pintor realista estadounidense Edward Hopper; se conserva en la colección del Museo de Arte de Indianápolis (IMA), en Indianápolis, Indiana, Estados Unidos.

## Descripción
La pintura representa el vestíbulo de un pequeño hotel, cruzado por la larga franja de una alfombra verde. A la izquierda se sienta en uno de dos sillones una mujer mayor con un vestido rojo, abrigo y sombrero negros. Junto a ella de pie hay un hombre mayor, mirando hacia delante, con traje negro y un abrigo marrón colgando de su brazo derecho, con el sombrero en la mano. En la pared, encima de la anciana, hay un cuadro de paisaje con marco dorado. En la esquina opuesta, a la derecha, una mujer con cabello rubio y vestido azul, sentada con las piernas estiradas y cruzadas, lee un libro, delante del mostrador de recepción de madera oscura. Detrás del mostrador apenas se entrevé un empleado entre las sombras.
La iluminación neutra cae del techo y proyecta pocas sombras. A través de una puerta abierta al fondo aparece en la oscuridad un comedor, apreciándose los manteles blancos sobre las mesas. En el montante moldeado del primer plano a la izquierda se ve una segunda puerta (giratoria).

## Contexto
La obra es una pieza emblemática en la obra de Hopper, que muestra sus temas clásicos de alienación y brevedad. La atmósfera es claustrofóbica, ya que esta estancia sin ventanas se abre únicamente a una entrada oscura y la única vista exterior es un paisaje pintado. Los Hopper viajaron con frecuencia por carretera y se alojaron en muchos moteles y hoteles a lo largo de su vida. Esta es una de las dos obras de su catálogo que representa un hotel y lo especifica en el título; la otra es Ventana del hotel (1955). Se cree que la pareja mayor representa a Hopper y su esposa, quienes en esa fecha tenían en torno a los sesenta años. Los huéspedes del establecimiento han sido descritos como "viajando y suspendidos en el tiempo", lo que refleja un sentimiento estoico y dramático, que recuerda a las películas de cine negro contemporáneas que Hopper pudo haber visto y a la compleja estructura y sentimiento de las obras de Edgar Degas. La pintura utiliza una luz intensa y líneas rígidas para crear un entorno incómodo "cuidadosamente construido". El punto de vista elevado y teatral de la pintura puede derivar del amor de Hopper por el teatro de Broadway, que a menudo veía desde el palco.

### Bocetos
Antes de crearla, Hopper dibujó diez estudios de la obra, que luego fueron donados al Museo Whitney de Arte Estadounidense por el patrimonio de su esposa, Josephine. 
Estos estudios muestran a la pareja de ancianos comunicándose, solo para cesar su conversación en la pintura final y un hombre leyendo es reemplazado por una joven rubia que lee en la pintura final. El modelado de ambas mujeres en el cuadro fue realizado por su esposa Josephine. Después de su matrimonio en 1920, ella insistió en ser el modelo para todas sus figuras femeninas.
El abrigo que lleva la mujer mayor está basado en un abrigo de piel que tenía la esposa de Hopper, un abrigo que ella solía usar en las inauguraciones y raro artículo lujoso en la frugal casa de los Hopper.
El vestido rojo que lleva la anciana (que Jo, en su diario, describe como "coral") significa ira y extroversión, mientras que el vestido azul que lleva la mujer más joven muestra juventud y distancia. En los bocetos de Hopper, el empleado no aparece hasta el cuadro final. Con rayos X se puede ver que Hopper hizo poco para cambiar el lienzo una vez que comenzó a trabajar. La mayoría de las modificaciones se realizaron en la posición de la cabeza de la joven y en los contornos de algunas zonas en pintura azul oscuro. Se encontró un dibujo subyacente parcial pero quedan pocos detalles.
Se sabía que Hopper posaba para sí mismo como modelo de figuras, como en Noctámbulos, lo que llevó a algunos a creer que pudo haber posado como modelo para la figura del anciano.
Vestíbulo de hotel, uno de los pocos cuadros de Hopper que carece de ventanas, utiliza la luz de la puerta giratoria y un área invisible entre las vigas del techo.

## Recepción
En 1945, Hopper recibió la Medalla Logan de las Artes y un premio honorario de $500 por Vestíbulo de hotel. La pintura fue elegida por un jurado compuesto por Juliana Force, entonces directora del Museo Whitney, y los artistas Raphael Soyer y Reginald Marsh. Con respecto a la pintura, el crítico de Chicago C. J. Bulliet afirmó que "el Sr. Hopper se está volviendo un poco perezoso en cuanto a la excelente fórmula que ha logrado. Hotel Lobby es un Hopper típico, pero un Hopper que ha perdido algo de su fuerza". La obra de arte ha sido comparada con la obra anterior de Hopper, Summer Interior (1909), una obra que ayudó a crear el estilo característico de Hopper; un entorno íntimo, líneas y geometría simples, uso de colores planos y una luz tenue.

## Historial de propiedad y exposiciones
La pintura estaba en la colección de Henry Hope de Bloomington, Indiana.
Desde junio hasta diciembre de 2006, el Museo Whitney, que posee la mayor colección de obras de Hopper en el mundo, exhibió Hotel Lobby junto a obras propias y préstamos clave como Nighthawks (1942) y New York Movie (1939). Vestíbulo de hotel se encuentra actualmente en exhibición en la galería American Scene del Museo de Arte de Indianápolis. En 2008, el IMA exhibió la obra junto con los diez estudios prestados por el Whitney en Edward Hopper: Paper to Paint, que estuvo en exposición hasta enero de 2009.

### Publicaciones
En 1996, Vestíbulo de hotel se utilizó como portada del libro Hotel Paradise de Martha Grimes. La pintura también aparece en City Limits: Crime, consumer culture and the urban experience de Keith Hayward.